# Sächsischer Literaturpreis
Der Sächsische Literaturpreis ist ein deutscher Literaturpreis. Er wird alle zwei Jahre vom Sächsischen Literaturrat e.V. mit einer Förderung vom Sächsischen Staatsministerium für Wissenschaft und Kunst vergeben und zwar „für Werke (Manuskripte und Bücher) aus den letzten Jahren in den Bereichen Lyrik, Prosa und Dramatik bzw. für das Gesamtwerk eines Autors“. Seit 2018 beträgt die Dotierung 10.000 Euro, vorher betrug sie 5.500 Euro. Der Preisträger oder die Preisträgerin wird von einer Jury aus fünf Mitgliedern bestimmt, die vom Sächsischen Literaturrat berufen werden. Gewünscht ist, dass der Preisträger einen besonderen Bezug zu Sachsen habe. Zwischen 2006 und 2010 wurde der Preis unter der Bezeichnung „Literaturförderpreis“ verliehen.

## Preisträger
Literaturpreis
- 2024: Angela Krauß[4]
- 2022: Lukas Rietzschel
- 2020: Daniela Krien
- 2018: Róža Domašcyna
- 2016: Franziska Gerstenberg
- 2014: Jan Kuhlbrodt
- 2012: Andreas Altmann

Literaturförderpreis
- 2010: Jens Wonneberger
- 2008: Undine Materni
- 2006: Thomas Böhme